# 千葉県道204号津田沼停車場線
千葉県道204号津田沼停車場線（ちばけんどう204ごう つだぬまていしゃじょうせん）は千葉県習志野市津田沼のJR津田沼駅前を起点とし、京成津田沼駅前を経て同じく習志野市津田沼の国道14号との交点である「京成津田沼駅入口」を終点とする一般県道である。

## 路線データ
- 起点：習志野市津田沼、JR津田沼駅前
- 終点：習志野市津田沼、「京成津田沼駅入口」交差点
- 総延長：1.733 km（千葉土木事務所管内：1.733 km）
- 重用延長：0.0 km（千葉土木事務所管内：0.0 km）
- 実延長：1.733 km（千葉土木事務所管内：1.733 km[1]）

## 通過する自治体
- 千葉県
  - 習志野市

## 接続するおもな道路
- 国道14号（習志野市津田沼、「京成津田沼駅入口」交差点、終点）